# 立地
立地（りっち、location）とは、一般的には場所や位置という意味である。多くは、交通網との兼ね合いなど何らかの活動を行いやすい環境かどうかでその良し悪しが判断される（例えば、「駅から徒歩3分の好立地の物件」など）。
立地という概念は学術的な考察にもなり、厳密には人間のなんらかの社会的、文化的、経済的、政治的活動を遂行する物理的な場所という意味で、経済学や人文地理学（特に経済地理学）での重要な研究テーマである。
ある活動がそこに立地するとは、必然的にその活動を満たす様々な条件がその場所で同時的に満たされているということになる。例えば、工場がある場所に立地ということは、その場所がその工場で行われる生産活動に対する何らかの要求を満たしてくれるということに他ならない。こうした立地条件と工場などの活動の関係性を見るとき、つまりなぜこの場所が工場の活動に対する要求・条件を満たしてくれているのかを解明しようとしたとき、立地論研究の出発点とみなすことができる。